# Tocantinense (Tocantins állam) labdarúgó-bajnokság (első osztály)
A Campeonato Tocantinense de Futebol, azaz a Tocantinense bajnokság, Tocantins állam professzionális labdarúgó bajnoksága, amit 1989-ben hoztak létre. A bajnokság első körében a 8 csapat kétszer mérkőzik egymással. Az utolsó két helyezett kiesik és a 2ª Divisão-ban folytatja a következő évben, míg a csoportok első négy helyezett csapata a rájátszásban, kieséses alapon dönt a bajnoki cím sorsáról. Az állami bajnokság győztese nem kvalifikálja magát az országos bajnokságba, viszont a CBF feljuttathat csapatokat.

## Az eddigi győztesek

### Amatőr időszak
| Év   | Bajnok                              | Második                      |
| ---- | ----------------------------------- | ---------------------------- |
| 1989 | Kaburé (1) (Colinas do Tocantins)   | ismeretlen                   |
| 1990 | Tocantinópolis (1) (Tocantinópolis) | Atlética Alvorada (Alvorada) |
| 1991 | Kaburé (2) (Colinas do Tocantins)   | ismeretlen                   |
| 1992 | Intercap (1) (Paraíso do Tocantins) | ismeretlen                   |

### Professzionális időszak
| Év   | Bajnok                              | Második                           |
| ---- | ----------------------------------- | --------------------------------- |
| 1993 | Tocantinópolis (2) (Tocantinópolis) | Intercap (Paraíso do Tocantins)   |
| 1994 | União Araguainense (1) (Araguaína)  | Tocantins (Miracema do Tocantins) |
| 1995 | Intercap (2) (Paraíso do Tocantins) | Gurupi (Gurupi)                   |
| 1996 | Gurupi (1) (Gurupi)                 | Kaburé (Colinas do Tocantins)     |
| 1997 | Gurupi (2) (Gurupi)                 | Interporto (Porto Nacional)       |
| 1998 | Atlética Alvorada (1) (Alvorada)    | Palmas (Palmas)                   |
| 1999 | Interporto (1) (Porto Nacional)     | Tocantinópolis (Tocantinópolis)   |
| 2000 | Palmas (1) (Palmas)                 | Interporto (Porto Nacional)       |
| 2001 | Palmas (2) (Palmas)                 | Tocantinópolis (Tocantinópolis)   |
| 2002 | Tocantinópolis (3) (Tocantinópolis) | Palmas (Palmas)                   |
| 2003 | Palmas (3) (Palmas)                 | Gurupi (Gurupi)                   |
| 2004 | Palmas (4) (Palmas)                 | Araguaína (Araguaína)             |
| 2005 | Colinas (1) (Colinas do Tocantins)  | Araguaína (Araguaína)             |
| 2006 | Araguaína (1) (Araguaína)           | Tocantinópolis (Tocantinópolis)   |
| 2007 | Palmas (5) (Palmas)                 | Araguaína (Araguaína)             |
| 2008 | Tocantins (1) (Palmas)              | Gurupi (Gurupi)                   |
| 2009 | Araguaína (2) (Araguaína)           | Palmas (Palmas)                   |
| 2010 | Gurupi (3) (Gurupi)                 | Araguaína (Araguaína)             |
| 2011 | Gurupi (4) (Gurupi)                 | Interporto (Porto Nacional)       |
| 2012 | Gurupi (5) (Gurupi)                 | Tocantinópolis (Tocantinópolis)   |
| 2013 | Interporto (2) (Porto Nacional)     | Gurupi (Gurupi)                   |
| 2014 | Interporto (3) (Porto Nacional)     | Tocantinópolis (Tocantinópolis)   |
| 2015 | Tocantinópolis (4) (Tocantinópolis) | Interporto (Porto Nacional)       |
| 2016 | Gurupi (6) (Gurupi)                 | Tocantins (Tocantinópolis)        |
| 2017 | Interporto (4) (Porto Nacional)     | Sparta (Araguaína)                |
| 2018 | Palmas (6) (Palmas)                 | Gurupi (Gurupi)                   |
| 2019 | Palmas (7) (Palmas)                 | Tocantinópolis (Tocantinópolis)   |
| 2020 | Palmas (8) (Palmas)                 | Tocantinópolis (Tocantinópolis)   |
| 2021 | Tocantinópolis (5) (Tocantinópolis) | Araguacema (Araguacema)           |
| 2022 | Tocantinópolis (6) (Tocantinópolis) | Interporto (Porto Nacional)       |
| 2023 | Tocantinópolis (7) (Tocantinópolis) | Capital (Palmas)                  |
| 2024 | União AC (2) (Tocantins)            | Tocantinópolis (Tocantinópolis)   |
| 2025 | União AC (3) (Tocantins)            | Araguaína (Araguaína)             |

## Legsikeresebb csapatok
| Csapat             | Város                | Bajnok                                             |
| ------------------ | -------------------- | -------------------------------------------------- |
| Palmas             | Palmas               | 8 (2000, 2001, 2003, 2004, 2007, 2018, 2019, 2020) |
| Tocantinópolis     | Tocantinópolis       | 7 (1990, 1993, 2002, 2015, 2021, 2022, 2023)       |
| Gurupi             | Gurupi               | 6 (1996, 1997, 2010, 2011, 2012, 2016)             |
| Interporto         | Porto Nacional       | 4 (1999, 2013, 2014, 2017)                         |
| União Araguainense | Araguaína            | 3 (1994, 2024, 2025)                               |
| Araguaína          | Araguaína            | 2 (2006, 2009)                                     |
| Kaburé             | Colinas do Tocantins | 2 (1989, 1991)                                     |
| Intercap           | Paraíso do Tocantins | 2 (1992, 1995)                                     |
| Atlética Alvorada  | Alvorada             | 1 (1998)                                           |
| Colinas            | Colinas do Tocantins | 1 (2005)                                           |
| Tocantins          | Palmas               | 1 (2008)                                           |